# Wilhelm von Goßler (Jurist)

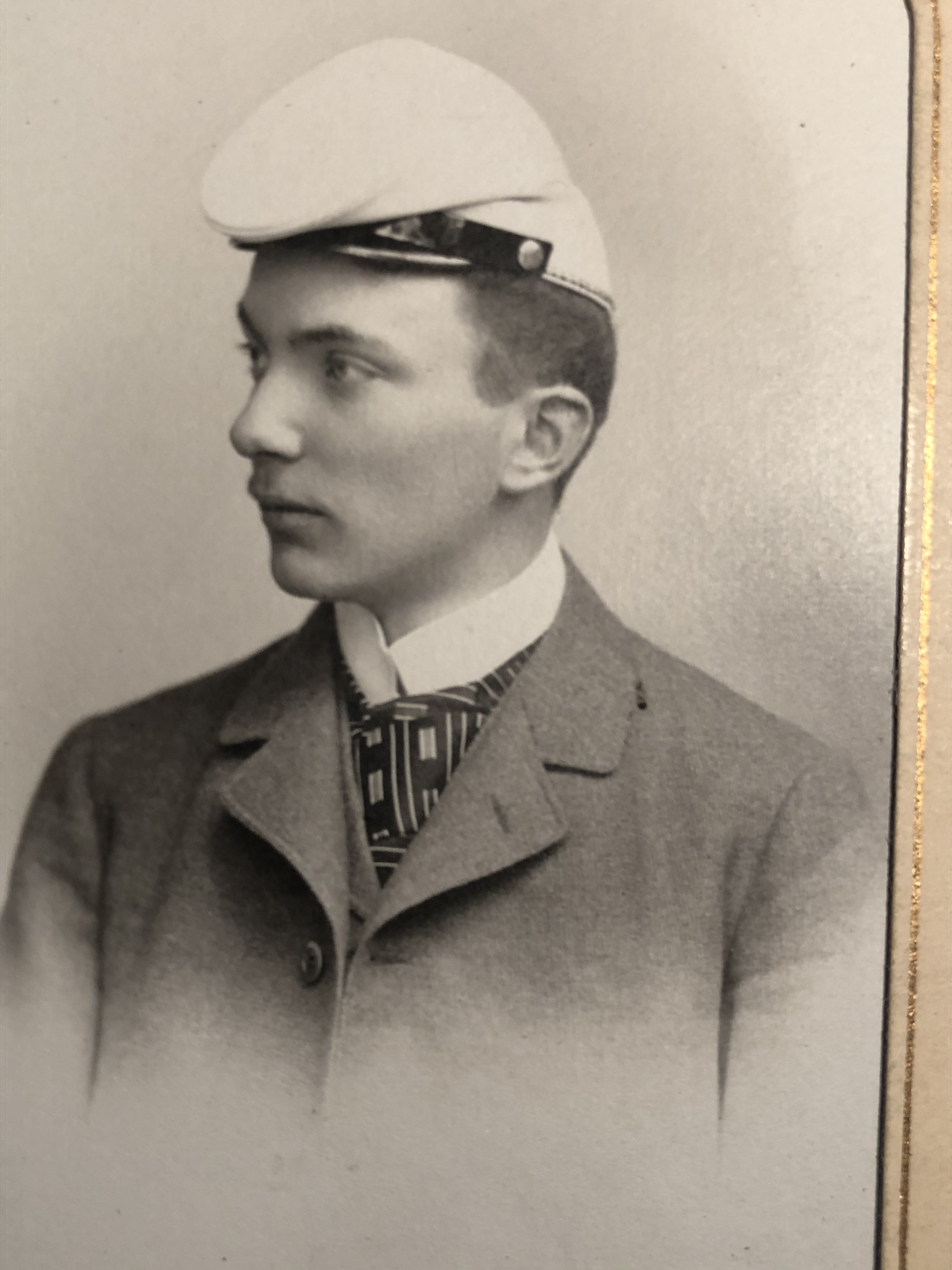
Wilhelm v. Goßler

Wilhelm von Goßler (* 4. Mai 1883 in Berlin; † 25. April 1945 ebenda) war ein deutscher Verwaltungsjurist.

## Leben
Wilhelm von Goßlers Eltern sind der Reichstagspräsident Gustav von Goßler und seine Frau Mathilde geb. von Simpson, Tochter von George William von Simpson. Er studierte an der Ruprecht-Karls-Universität Heidelberg Rechtswissenschaft und wurde 1902 im Corps Saxo-Borussia Heidelberg recipiert. Gleichzeitige waren Fritz von Dewitz, Wilhelm von Schlieffen und Leopold von Hoesch. 1906 wurde er in Heidelberg zum Dr. iur. promoviert. Ebenfalls in Heidelberg folgte 1913 die Promotion zum Dr. phil. Ab 1926 war er Landrat im pommerschen Kreis Naugard. Er wurde im Oktober 1931 in den einstweiligen Ruhestand versetzt und im Monat darauf der Regierung in Arnsberg überwiesen. Im Juli 1932 wurde er kommissarisch, im November 1932 endgültig zum Landrat im Kreis Westprignitz ernannt. Wegen politischer Meinungsverschiedenheiten gab er das Amt im Oktober 1934 auf. Zunächst kommissarisch folgte ihm  Johannes Bierbach (DNVP, NSDAP). Goßler wirkte zuletzt als Oberregierungsrat beim Stadtpräsidenten von Berlin. Die militärische Niederlage des NS-Staats und ihre Folgen hatte er klar vorausgesehen und dargelegt. 
Als die Rote Armee in der Schlacht um Berlin in die Stadt vordrang, nahm er sich mit fast 62 Jahren das Leben. Fast gleichzeitig mit ihm starb in der Eifel seine aus Aachen stammende Frau Elfriede geb. Erkens. Aus der Ehe waren eine Tochter Dorothea, liiert zuerst mit Dr. jur. Hans Werner Kubitz und dann mit Dr. jur. Johannes Ritter von Zaremba, sowie ein 1941 vor Moskau vermisster Sohn Dieter hervorgegangen.

## Werke
- Die Familie Goßler in Stammfolgen. G. Reichhardt, Groitzsch 1939. DNB 144 S.